# Molopopterus pulchra
Molopopterus pulchra är en insektsart som först beskrevs av Naudé 1926.  Molopopterus pulchra ingår i släktet Molopopterus och familjen dvärgstritar. Inga underarter finns listade i Catalogue of Life.